# Alaska Taufa
Alaska Taufa (ur. 24 lipca 1983 w Haʻateiho) – tongański rugbysta, reprezentant kraju w obu odmianach tego sportu.
W trakcie kariery sportowej związany był z japońskim klubem Akita Northern Bullets oraz francuskimi Oyonnax Rugby i FC Grenoble Rugby, z którymi prócz ligi występował także w europejskich pucharach.
W tongańskiej reprezentacji rugby 7 występował sporadycznie pomiędzy 2008 a 2013 rokiem. Prócz turniejów z cyklu IRB Sevens World Series zagrał także w Pucharze Świata 2009.
W kadrze rugby piętnastoosobowego zadebiutował w roku 2010. Wziął udział w kilku edycjach Pucharu Narodów Pacyfiku, a także został wybrany do składu na Puchar Świata w Rugby 2011, gdzie zagrał dziewięć minut przeciwko Kanadyjczykom.